# Gianluigi Aponte

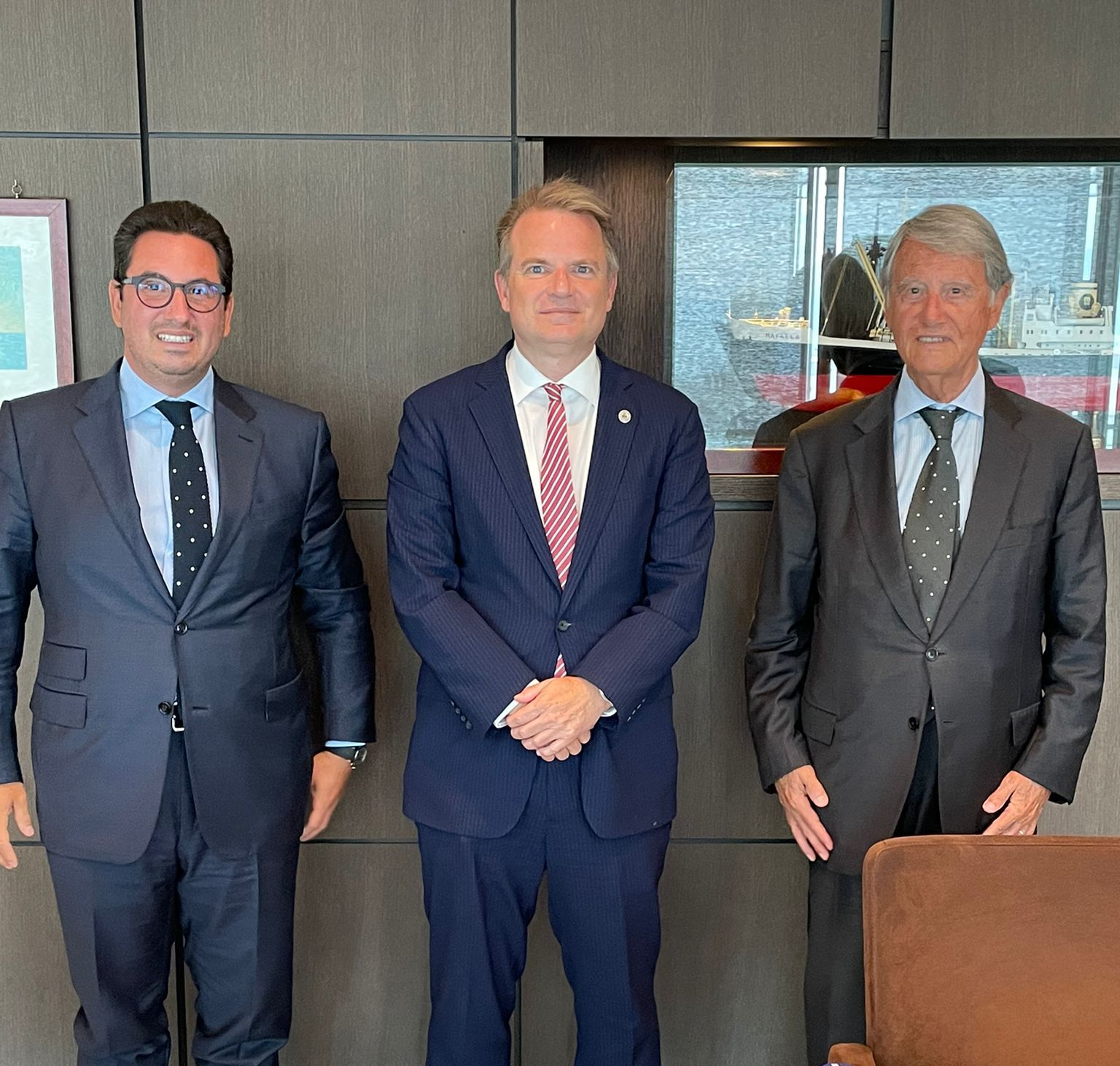
Gianluigi Aponte (rechts) mit Louis Sola und Diego Aponte

Gianluigi Aponte (* 27. Juni 1940 in Sorrent) ist ein italienischer Unternehmer und Reeder.

## Leben
Aponte erlernte den Beruf des Seemanns und machte danach sein Offizierspatent. Als Kapitän eines Kreuzfahrtschiffs lernte er seine spätere Ehefrau, die Bankierstochter Rafaela Diamant Pinas, kennen. Er zog zu ihr nach Genf, wo er vorübergehend bei Bernard Cornfelds Anlageunternehmen Investors Overseas Services (IOS) arbeitete. Im Jahr 1970 gründete Aponte das italienische Reedereiunternehmen Mediterranean Shipping Company (MSC), das später seinen Firmensitz ebenfalls nach Genf verlegte.
Laut dem Bloomberg Billionaires Index belegte er mit Stand 11. September 2023 und einem geschätzten Vermögen von 20,6 Milliarden US-Dollar den 79. Platz auf der Rangliste der reichsten Menschen der Welt.

## Familie
Gianluigi Aponte ist seit 1966 mit Rafaela Aponte-Diamant (* 1945) verheiratet, Tochter des Israelischen Bankiers Pinhas Diamant (1896–1987) und seiner Frau Regine Hakim. Aponte hat mit Rafaela zwei Kinder, Diego Aponte (* 1972) und Alexa Aponte Vago (* 1975), die als CEO bzw. CFO für MSC arbeiten. Er lebt in Corsier bei Genf.